# 税理士法
税理士法（ぜいりしほう、昭和26年6月15日法律第237号）は、税理士の制度に関する法律である。
税理士の使命、職務、税理士会・税理士会連合会の制度などを定めるほか、無資格者の税務の取り扱い禁止、税務を取り扱う表示の禁止、税理士・税理事務所の名称使用禁止などを定めている。

## 沿革

### 昭和26年制定
シャウプ勧告に基づき、「税理士法（昭和26年6月15日法律第237号）」が1951年（昭和26年）6月15日に公布され、同年7月15日に施行された。これに伴い、1942年（昭和17年）に施行された「税務代理士法（昭和17年2月23日法律第46号）」が廃止された。

### 昭和31年改正
1956年（昭和31年）6月30日、「税理士法の一部を改正する法律（昭和31年6月30日法律第165号）」が公布され、税理士法の一部改正が行われた。

### 昭和36年改正
1961年（昭和36年）6月15日、「税理士法の一部を改正する法律（昭和36年6月15日法律第137号）」が公布され、税理士法の一部改正が行われた。

### 昭和55年改正
1980年（昭和55年）4月14日、「税理士法の一部を改正する法律（昭和55年4月14日法律第26号）」が公布され、税理士法の一部改正が行われた

### 平成13年改正
2001年（平成13年）6月1日、「税理士法の一部を改正する法律（平成13年6月1日法律第38号）」が公布され、税理士法の一部改正が行われた

### 平成26年改正
2014年（平成26年）3月31日、税理士法の改正を含む「所得税法等の一部を改正する法律（平成26年3月31日法律第10号）」が公布され、税理士法の一部改正が行われた。

## 構成
- 第一章　総則（第1条 - 第4条）
- 第二章　税理士試験（第5条 - 第17条）
- 第三章　登録（第18条 - 第29条）
- 第四章　税理士の権利および義務（第30条 - 第43条）
- 第五章　税理士の責任（第44条 - 第48条）
- 第五章の二　税理士法人（第48条の2 - 第48条の21）
- 第六章　税理士会および日本税理士会連合会（第49条 - 第49条の21）
- 第七章　雑則（第50条 - 第57条）
- 第八章　罰則（第58条 - 第65条）
- 附則